# Benjamin Ferdinand von Mohl
Benjamin Ferdinand Mohl, ab 1820 von Mohl, (* 4. Januar 1766 in Stuttgart; † 5. August 1845 ebenda) war ein württembergischer Jurist und Politiker, kurzzeitig war er Innenminister des Königreichs Württemberg.

## Leben
Benjamin Ferdinand war ein Angehöriger des württembergischen Beamtengeschlechts Mohl. Sein Vater war der württembergische Geheime Hofrat Gottlob Mohl (1727–1812), die Mutter Christiana Moser von Filseck (1735–1809) war eine Tochter des Staatsrechtslehrers Johann Jacob Moser. 
Er besuchte ab 23. September 1781 die Karlsschule in Stuttgart. Er studierte Rechtswissenschaften und promovierte 1787. Anschließend hielt er sich zu Studienzwecken zwei Jahre in Wetzlar, Göttingen, Regensburg und Wien auf. 1789 wurde er zum Professor an der Hohen Karlsschule ernannt. Als 1794 die Hohe Karlsschule aufgelöst wurde, trat Mohl in des Staatsdienst und wurde 1795 Regierungsrat und 1800 Kreis-Direktorialgesandter in Stuttgart. 1802 beförderte man ihn zum Oberregierungsrat und übertrug ihm das Referat des Straßenwesens. 1811 wurde Benjamin Ferdinand Mohl zum Staatsrat ernannt. 1818 ernannte ihn König Wilhelm zum Regierungspräsidenten des Jagstkreises in Ellwangen (Jagst).
Im Jahr 1820 wurde Mohl zum lebenslangen Mitglied des württembergischen Landtags ernannt, dieses Amt übte er bis zu seinem Tod aus.
1830 wurde er kurzzeitig Staatsminister des Innern, 1831 Präsident des Evangelischen Oberkonsistoriums. Dieses Amt bekleidete er bis zu seinem Eintritt in den Ruhestand im Jahr 1843.
Aus seiner Ehe mit Louisa Friederica Autenrieth (1776–1843) entstammten die Söhne Robert (1799–1875), Julius (1800–1876), Moritz (1802–1888) und Hugo (1805–1872).

## Ehrungen
- Zivilverdienstorden (Württemberg), Kommandeur (1811)[1]
- Ordens der Württembergischen Krone, Kommentur (1820), damit verbunden der persönliche Adel (Nobilitierung)[2]
- Ordens der Württembergischen Krone, Großkreuz (1839)

## Schriften (Auswahl)
- Bemerkungen über die neueste Geschichte der deutschkatholischen Kirche und besonders über die Frage: In wie fern die Basler Decrete heut zu Tag noch gültig seyen? Frankfurt/M. u. Leipzig 1788.
- Historisch-politische Vergleichung der beyden höchsten Reichsgerichte in ihren wichtigsten Verhältnissen. Wohler, Ulm 1789.
- Ueber die Natur der deutschen Concordaten mit dem römischen Hofe als vertheidigender Nachtrag zu der Untersuchung. Wohler, Ulm 1789.
- Ist es rathsam dem deutschen Kayser in der neuen Wahl-Capitulation noch mehr einzuschränken, als er es jetzt schon ist? Und welche Veränderungen sind bei der Wahl-Capitulation überhaupt zu treffen? Frankfurt/M. u. Leipzig 1790.

- Beyträge zur Reichs-Instruction für die Cammergerichts-Visitationen als Commentar der von Cur-Mainz auf dem Reichstage ausgetheilten Note: die Herstellung der ordentlichen Cammergerichts-Visitationen betreffend. Drei Bände. Stuttgart 1791.

- Versuch eines Systems der Gerichtsbarkeit des kayserlichen Reichs-Cammergerichts. Zwei Bände. Cotta, Tübingen 1791.